# Death Before Dishonor (2022)
Pour les articles homonymes, voir Death Before Dishonor.
L’édition 2022 de ROH Death Before Dishonor est une manifestation de catch (lutte professionnelle) en paiement à la séance, produite par la fédération américaine Ring of Honor (ROH). Elle s'est déroulée le 23 juillet 2022.  [Où ?]

## Contexte
Les spectacles de la Ring of Honor en paiement à la séance sont constitués de matchs aux résultats prédéterminés par les scénaristes de la ROH. Ces rencontres sont justifiées par des storylines - une rivalité avec un catcheur, la plupart du temps - ou par des qualifications survenues au cours de shows précédant l'évènement. Tous les catcheurs possèdent un gimmick, c'est-à-dire qu'ils incarnent un personnage face (gentil) ou heel (méchant), qui évolue au fil des rencontres. Un pay-per-view comme ROH Death Before Dishonor est donc un événement tournant pour les différentes storylines en cours.

## Tableaux des matchs
| Ordre par numéros | Résultat | Stipulation(s)                                                          | Temps |
| --- | --- | ----------------------------------------------------------------------- | ----- |
| 1P | Colt Cabana bat Anthony Henry (avec JD Drake)                                                                            | Match simple                                                            | 10:00 |
| 2P | The Trust Busters (Ari Daivari et Slim J) battent The Shinobi Shadow Squad (Cheeseburger et Eli Isom)                    | Tag Team match                                                          | 5:30  |
| 3P | The Embassy (Brian Cage, Jasper Kaun et Toa Liona) (avec Prince Nana) battent Alex Zayne, Blake Christian et Tony Deppen | Six-man tag team match                                                  | 11:35 |
| 4P | Willow Nightingale bat Allysin Kay                                                                                       | Match simple                                                            | 7:50  |
| 5 | Claudio Castagnoli (avec William Regal) bat Jonathan Gresham (c) (avec Prince Nana)                                      | Match simple pour les ROH World Championship                            | 11:30 |
| 6 | Dalton Castle et The Boys (Brandon Tate et Brent Tate) battent The Righteous (Bateman, Dutch et Vincent) (c)             | Six-man tag team match pour les ROH World Six-Man Tag Team Championship | 9:40  |
| 7 | Wheeler Yuta (c) (avec William Regal) bat Daniel Garcia                                                                  | Pure Wrestling Rules match pour le ROH Pure Championship                | 15:55 |
| 8 | Rush bat Dragon Lee | Match simple                                                            | 15:50 |
| 9 | Mercedes Martinez (c) bat Serena Deeb par soumission                                                                     | match simple pour le ROH Women's World Championship                     | 17:20 |
| 10 | Samoa Joe (c) bat Jay Lethal (avec Sonjay Dutt et Satnam Singh) par soumission                                           | Match simple pour le ROH World Television Championship                  | 12:20 |
| 11 | FTR (Cash Wheeler et Dax Harwood) (c) battent Briscoe Brothers (Jay Briscoe et Mark Briscoe) par 2-1                     | Two-out-of-three-falls match pour les ROH World Tag Team Championship   | 43:25 |
| La lettre C placée entre parenthèses désigne la personne ou l’équipe championne en titre. P – indique que le match a eu lieu lors du pré-show | |                                                                         |       |